# Arbeitsgemeinschaft Bau- und Immobilienrecht
Die Arbeitsgemeinschaft Bau- und Immobilienrecht (ARGE Baurecht) ist eine von 29 juristischen Arbeitsgemeinschaften im DeutschenAnwaltVerein (DAV). Sie ist die größte berufspolitische Organisation für Bau- und Immobilienrecht in Europa. Die ARGE wurde 1992 gegründet. Heute vereint sie rund 2.800 Rechtsanwälte. 
Weitere Arbeitsgemeinschaften sind beispielsweise die Arbeitsgemeinschaft Verkehrsrecht, die Arbeitsgemeinschaft Familienrecht und die Arbeitsgemeinschaft Arbeitsrecht.

## Aufgaben
Als berufspolitischer Verband fördert die ARGE Bau- und Immobilienrecht die berufspolitischen und wirtschaftlichen Interessen ihrer Mitglieder rund um das Thema Baurecht.
Zweimal jährlich veranstaltet die ARGE eine Baurechtstagung. Diese findet jeweils einmal im Frühjahr und im Herbst in wechselnden Städten der Bundesrepublik oder im benachbarten Ausland statt. Auf der zweitägigen Veranstaltung referieren Richter des Bundesgerichtshofs, der Obersten Gerichte, Rechtswissenschaftler und praktizierende Anwälte über aktuelle Entwicklungen und Fragestellungen im Baurecht.
Einer Befragung der Beratungsfirma Porsche Consulting zufolge klagte 2014 jeder zweite private Bauherr über Baumängel. Dies führte zu 40.000 Gerichtsurteilen. Im Jahr 2017 waren es laut der Deutschen Gesellschaft für Außergerichtliche Streitbeilegung in der Bau- und Immobilienwirtschaft e.V. (DGA-Bau) sogar 100.000 gerichtliche Streiterledigungen. Um langwierige und kostspielige Gerichtsverfahren zu vermeiden, hat die ARGE Baurecht die Schlichtungs- und Schiedsordnung für Baustreitigkeiten (SOBau) entwickelt. Zur Ausbildung der Schlichter und Schiedsrichter bietet die ARGE regelmäßig Fortbildungen an.
Ein weiterer Schwerpunkt liegt auf der Nachwuchsförderung im Baurecht. Dazu rief die ARGE die Arbeitsgruppe Junge Baurechtler ins Leben, die einen Fokus auf die speziellen Belange junger Juristen legt. Der von der ARGE Baurecht entwickelte Nachwuchspreis „Summa cum Bau“ ehrt junge Baurechtler für besondere Leistungen und ist mit 1.000 Euro dotiert.

## Struktur und Organisation
Die Arbeitsgemeinschaft ist eine rechtlich unselbstständige Untergliederung des DeutschenAnwaltVereins e.V. Auf der jährlichen Herbsttagung wählt die Mitgliederversammlung den ehrenamtlich tätigen Vorstand. Unter den zehn Angehörigen des Geschäftsführenden Ausschusses (GfA) ist auch ein Vorstandsmitglied des DAV vertreten.